# Val-d'Oise
Val-d´Oise je francouzský department pojmenovaný po řece Oise a umístěný v regionu Ile-de-France. Francouzské hlavní mezinárodní letiště, mezinárodní letiště Charlese de Gaulla, se částečně nachází v Roissy-en-France, tedy v komuně departmentu Val d´Oise. Hlavní město je Cergy-Pontoise.

## Historie
Val-d'Oise bylo vytvořeno, když se bývalé departmenty Seine a Seine-et-Oise rozpadly v roce 1968 do šesti departmentů.

## Demografie

### Největší komuny
V sestupném pořadí, jsou největšími komunami (nad 25 000 obyvatel podle sčítaní lidu z roku 1999): Argenteuil, Sarcelles, Cergy, Garges-lés-Gonesse, Franconville, Ermont, Pontoise, Goussainville, Bezons, Villiers-le-Bel, Taverny a Sannois.